# Таннерон
Таннеро́н (фр. Tanneron) — коммуна на юго-востоке Франции в регионе Прованс — Альпы — Лазурный берег, департамент Вар, округ Драгиньян, кантон Рокбрюн-сюр-Аржан.
Площадь коммуны — 52,78 км², население — 1453 человека (2006) с тенденцией к стабилизации: 1460 человек (2012), плотность населения — 28,0 чел/км².

## Географическое положение
Коммуна расположена на склонах малозаселённого горного массива Таннерон. Горы Таннерон, несмотря на сильнейший пожар 1970 года, в настоящее время покрыты густыми лесами и зарослями мимозы, вереска, каштана, сосновых деревьев. В трёх километрах на северо-восток от городка Таннерон находятся руины кельто-римского поселения Оппидум.

## Население
Население коммуны в 2011 году составляло — 1464 человека, а в 2012 году — 1460 человек.
| 1962 | 1968 | 1975 | 1982 | 1990 | 1999 | 2006 | 2007 | 2011 | 2012 |
| ---- | ---- | ---- | ---- | ---- | ---- | ---- | ---- | ---- | ---- |
| 512  | 525  | 586  | 808  | 1157 | 1307 | 1453 | 1473 | 1464 | 1460 |

Динамика населения:

## История
Первое письменное упоминание (название Castrum Tannaroni) относят к 1200 году. Замок Таннерон и его окрестности принадлежал феодальным сеньорам Грасса. Права самостоятельной коммуны получил в 1825 году.
В 1970 году, во время лесного пожара, в Таннероне погибла вся семья писателя Мартина Грея — жена и четверо детей.
До 2015 года коммуна Таннерон согласно административно территориального деления Франции входила в состав кантона Файанс округа Драгиньян, согласно директиве № 2014—270 от 27 февраля 2014 года относится к кантону Рокбрюн-сюр-Аржан.

## Экономика
В 2010 году из 913 человек трудоспособного возраста (от 15 до 64 лет) 694 были экономически активными, 219 — неактивными (показатель активности 76,0 %, в 1999 году — 69,8 %). Из 694 активных трудоспособных жителей работали 643 человека (351 мужчина и 292 женщины), 51 числились безработными (21 мужчина и 30 женщин). Среди 219 трудоспособных неактивных граждан 76 были учениками либо студентами, 66 — пенсионерами, а ещё 77 — были неактивны в силу других причин.
На протяжении 2010 года в коммуне числилось 585 облагаемых налогом домохозяйств, в которых проживало 1497,0 человек. При этом медиана доходов составила 19 442 евро на одного налогоплательщика.

## Достопримечательности

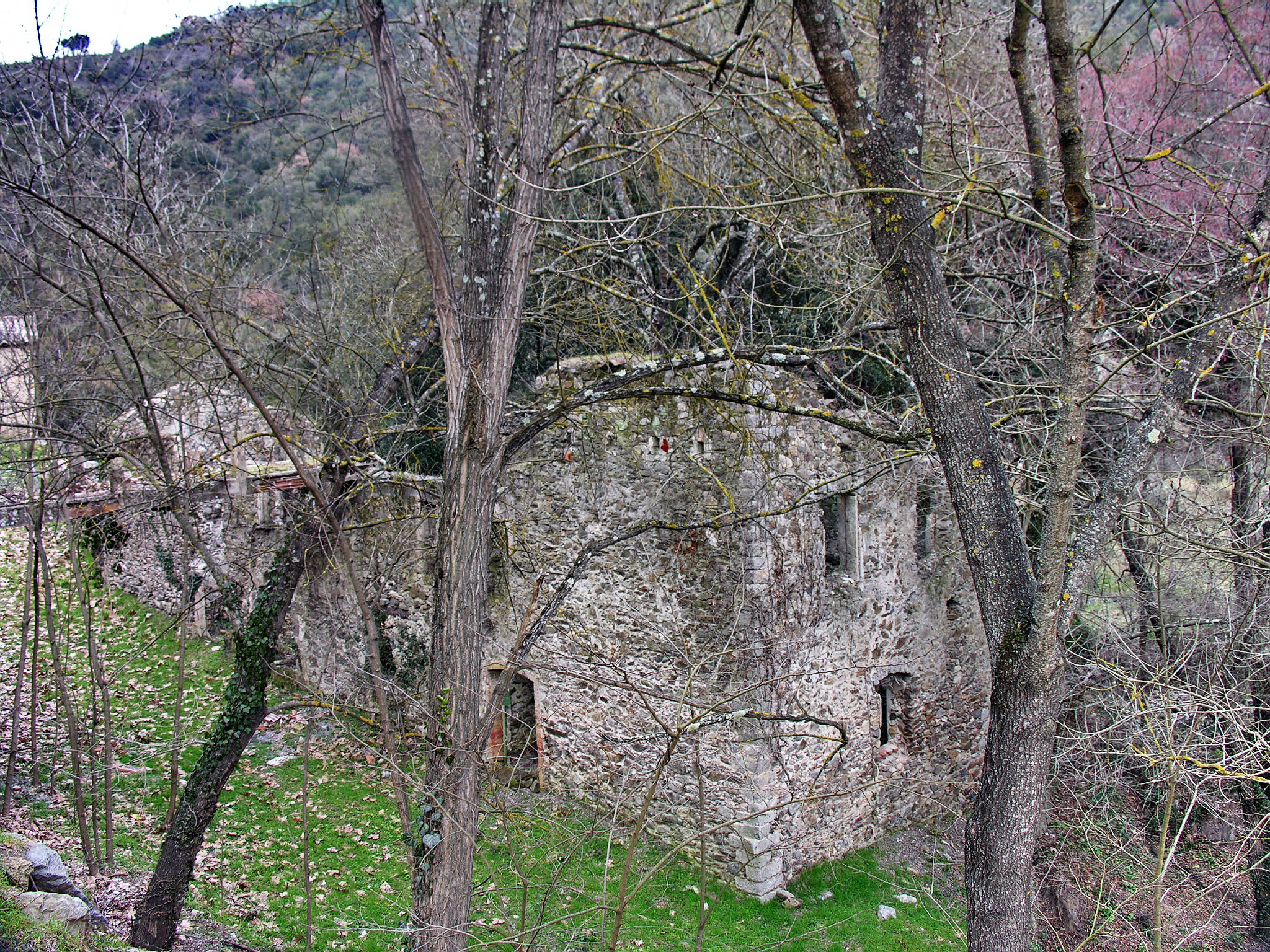
Разрушенная водяная мельница Сен-Кассиен

Среди достопримечательностей коммуны наиболее популярны:
- средневековая капелла Нотр-Дам-де-Пейгрос
- капелла Сен-Кассиен, построенная в XII столетии
- Forêt de mimosas, самый большой в Европе мимозовый лес
- Saut de la Siagne, водопад на реке Сиань
- согласно легенде, под местной круглой скалой Lou Bau Reddoun лежит царство Золотой Козы, хранительницы всех сокровищ Прованса.